# Колибри-манго (вид)
Колибри-манго (лат. Anthracothorax mango) — вид птиц из семейства колибри. Эндемик Ямайки. Тёмные колибри среднего размера обитают в субтропических или тропических влажных низменных лесах, в особенности вдоль северного побережья острова. Питаются нектаром. Гнездятся круглый год, строя чашеобразное гнездо на высоте 3—8 метров, наиболее часто в течение января—мая, являются птенцовыми птицами.

## Описание
Тёмные колибри среднего размера легко отличимы от других видов рода колибри-манго. Самцы обладают тёмно-зелёной короной; металлическими пурпурными головой и шеей по бокам, а также спиной в верхней части; тусклой зелёно-бронзовой спиной в нижней части; бархатно-чёрными грудью и брюхом. Перья спины слегка сероваты у основания, а также имеют зеленовато-бронзовую или пурпурную кайму по краям. Крупные кроющие перья крыла окрашены в бронзовый или тёмно-зелёный, вторичные перья слабо блестят бронзово-зелёным. Центральные хвостовые перья варьируют от бронзовых до чёрных, остальные обладают глубоким каштановым цветом, отливающим металлическим пурпурным, фиолетовым или синеватым (металлическим фиолетовым в описании Handbook of the Birds of the World (HBW Alive)) с узкой полосой различных цветов: синего в описании HBW Alive, тёмного сине-зелёного, бронзово-зелёного или черноватого в описании Риджуэя. Внешнее хвостовое перо имеет внешнюю кайму того же цвета. Области около клюва, между клювом и глазом, около уха и по сторонам шеи окрашены в яркий металлический фиолетовый или красный фиолетовый. Верхняя часть лапы белая, клюв чёрный, радужка коричневая.
Самки похожи на самцов, но имеют более тусклое оперение, в особенности в нижней части. Кончики боковых перьев хвоста неярко окрашены в белый, или серый цвета. Горловое оперение самцов первого года металлического тёмно-синего цвета, переходящее в бархатистый чёрный после второго года. Центральные перья хвоста более чёрные и менее металлические, внешние два-три пера окрашены на концах в белый.
Длина тела составляет 11—12 см, масса — 8,5—9,1 г. Американский орнитолог Роберт Риджуэй в бюллетене Смитсоновского института 1911 года приводит следующие характеристики на основе экземпляров из музейных и частных коллекций: у самца длина тела — 117—130 мм, крыла — 69-77 мм, хвоста — 38,5—44,5 мм, клюва — 26-29 мм; у самки длина тела — 123—136 мм, крыла — 69,5—75 мм, хвоста — 40,5—43,5 мм, клюва — 26—29 мм.
Колибри-манго обладают довольно тихим голосом, репертуар не описан подробно. Наиболее известен резкий раздражающий звуковой сигнал «тик..тик..тик..» («tic..tic..tic..»).

## Распространение
Колибри-манго обитает на острове Ямайка, в особенности в прибрежных районах вдоль северного побережья, где плотность составляет не менее 5—8 особей на квадратный километр. Общая площадь ареала составляет около 13500 км². Относится к видам, вызывающим наименьшие опасения, но находится в приложении CITES II конвенции о международной торговле видами дикой фауны и флоры, находящимися под угрозой исчезновения, то есть осуществляется контроль над их торговлей. Ввиду способности адаптироваться к искусственным местам обитания, потеря естественной среды не рассматривается проблемой.
Широко распространён на открытых низинных участках, включая засушливые районы, сады и плантации. Часто встречается на окраине леса на высоте до 800 метров над уровнем моря, реже — на высоте 900—1500 метров, изредка можно встретить в манграх. В июне — августе птицы предпочитают средние высоты в Кокпит-Кантри, Блу-Маунтинс и Джон-Кроу-Маунтинс, поднимаясь выше во время цветения. Риджуэй среди мест обитания называет крупнейшие города Ямайки: Порт-Антонио, Кингстон, Спаниш-Таун.

## Питание
Питаются нектаром разнообразных цветов: Hohenbergia, опунция (Opuntia), Stenocereus, кордия (Cordia), табебуйя (Tabebuia), спатодея (Spathodea), баухиния (Bauhinia), могут ловить мелких членистоногих на высоте 10—15 метров. Самцы охраняют территорию с цветущими деревьями.

## Размножение
Колибри-манго чаще всего гнездится в январе — мае, однако может откладывать яйца в любое время года. В год возможна только одна кладка. Гнездо маленькое, чашеобразное, плотно сплетено из шелковистых волокон, семян (в частности, Tillandsia) и паутины, располагается на толстой ветке на высоте 3—8 метров. В кладке обычно два белых яйца, которые высиживает самка. Птенцы чёрного цвета с двумя рядами сероватого пуха на верхней стороне.

## Систематика

Polytmus porphyrurus, между 1820 и 1860 годом

Колибри-манго был впервые описан Карлом Линнеем в 1758 году под названием Trochilus Mango на основе работы английского натуралиста Элизара Альбина, в которой данная птица описана как Mellivora mango. Долгое время использовалось видовое название porphyrurus (или porphyrura): Trochilus porphyrurus использовал английский зоолог Джордж Шоу (1798, 1811); Polytmus porphyrurus — британский зоолог Джордж Роберт Грей (1848, 1869); Lampornis porphyrurus употребляли в своих работах французские орнитологи Шарль Люсьен Бонапарт (1854), Этьен Мюльсан (1876), британские натуралисты Джон Гульд (1858), Филип Латли Склейтер (1862); Lampornis porphyrura — немецкие специалисты Жан Луи Кабанис и Фердинанд Хейн (1860 год), Склейтер (1861); Anthracothorax porphyrurus — немецкий зоолог Людвиг Райхенбах (1855). Род Anthracothorax (от греч. anthrax — «уголь, чёрный» и греч. thorax — «грудь») был выделен в 1831 году немецким зоологом Фридрихом Бойе. Современное название Anthracothorax mango впервые использовал Роберт Риджуэй в своей работе 1911 года. Видовое название mango произошло от имени, которое дали английские колонисты XVII века данному виду колибри.
Предположительно этот вид наиболее тесно связан с доминиканским манго, обитающим на острове Гаити. В Центральной Америке ближайшим родственным видом считается колибри Прево. Недавнее филогенетическое исследование на основе цветового спектра оперения показало, что данный вид является базальным в роде колибри-манго.